# Bergerbos (Limburg)

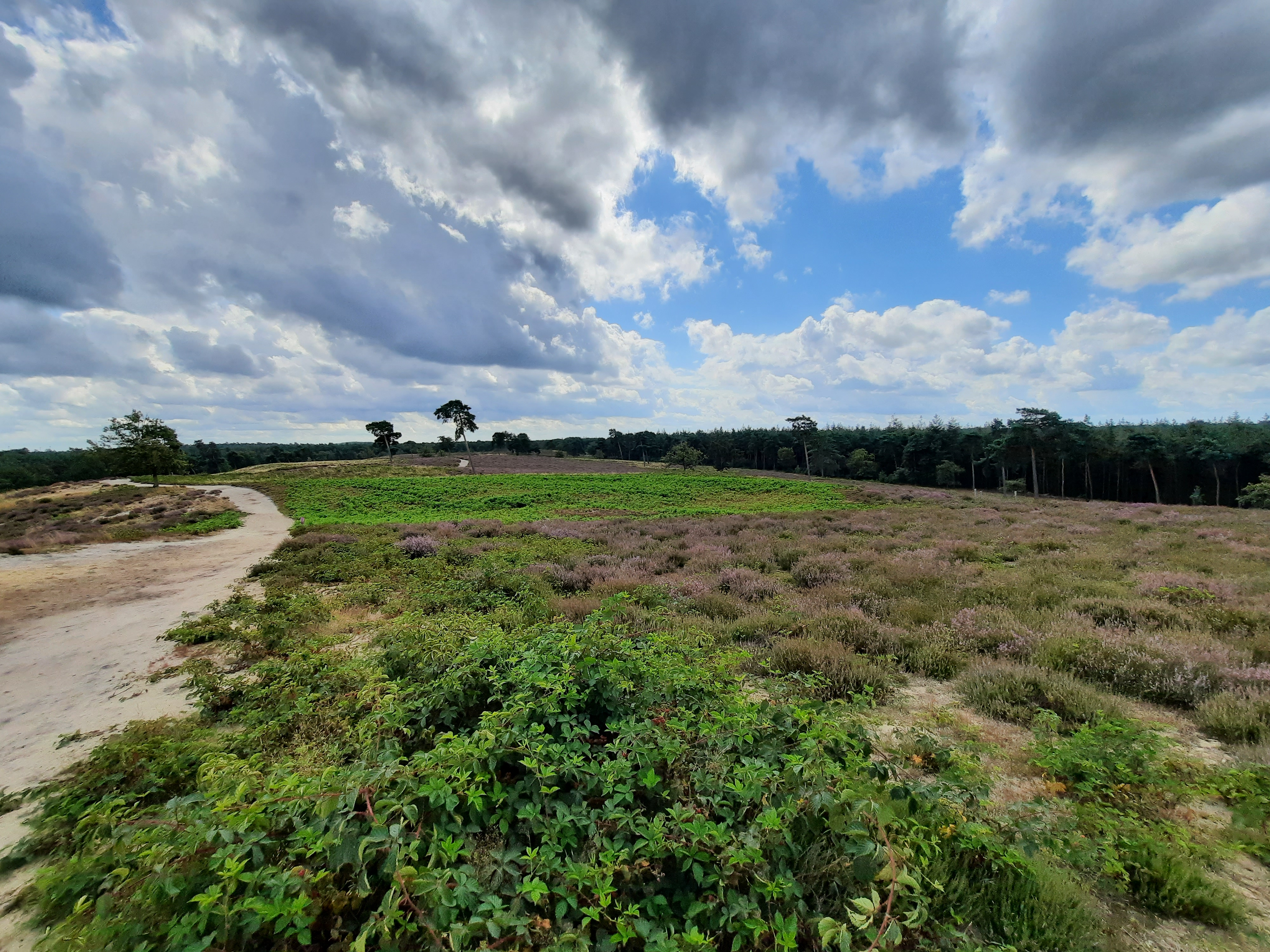
Rivierduinlandschap in het Bergerbos, bij de uitkijktoren ten noorden van Afferden (L)

Het Bergerbos is een natuurgebied ten noordoosten van Afferden, behorend tot het Nationaal Park De Maasduinen.
Dit gebied is 561 ha groot en sluit naar het zuiden toe aan bij het landgoed Bleijenbeek. Het gebied is eigendom van Staatsbosbeheer.
Het gebied is gelegen op rivierduin, en was vroeger een stuifzandgebied. Het zand werd vanaf 1890 vastgelegd met naaldbos, dat ook mijnhout leverde. Er liggen diverse heiderestanten en vennen, waaronder Het Quin, het Zevenboomsven, het Esven. Deze vennen hebben geen verbinding met het grondwater, want liggen op rivierklei. Ze zijn daardoor zeer voedselarm, en dit uit zich in het voorkomen van kleine zonnedauw, ronde zonnedauw, lavendelheide en witte snavelbies.
In het gebied komen vogels voor als nachtzwaluw, zwarte specht en boomvalk. Ook de das heeft zijn burchten in het bos.
Het geaccidenteerde terrein, met hier en daar een hoogte tot ruim 29 meter, is naar het noorden toe scherp begrensd door een vlak en laaggelegen landbouwgebied.
In het gebied zijn diverse wandelingen uitgezet, beginnend nabij buurtschap Hengeland. Er wordt, onder meer door begrazing, gestreefd naar een meer natuurlijk bos.